# Cuore di picchio (film 1949)
Cuore di picchio (Hatch Up Your Troubles) è un film del 1949 diretto da William Hanna e Joseph Barbera. È il quarantunesimo cortometraggio animato della serie Tom & Jerry, prodotto dalla Metro-Goldwyn-Mayer e uscito negli Stati Uniti il 14 maggio 1949. Il cortometraggio venne nominato per l'Oscar al miglior cortometraggio d'animazione ai Premi Oscar 1950, perdendo a favore di Per motivi sentimentali della serie Looney Tunes. Il cortometraggio venne rifatto in CinemaScope nel 1956.

## Trama
Una femmina di picchio, che sta covando il suo uovo, lascia il nido per pranzare. L'uovo, scosso dal pulcino all'interno, cade dal nido e arriva a casa di Jerry, dove si schiude. Il pulcino, a causa dell'imprinting, riconosce Jerry come sua madre, ma presto inizia a provocare danni col suo becco. Jerry allora, dopo aver tentato invano di riportarlo al nido, lo caccia di casa. Il picchio, mentre se ne va sconsolato, disturba accidentalmente Tom, che si sta rilassando in giardino. Quest'ultimo infastidito e disturbato a quel punto gli butta addosso l'acqua per mandarlo via ma il picchio si arrabbia e gli distrugge la sedia. A quel punto Tom insegue il picchio, che si rifugia da Jerry. Tom allora cerca di uccidere entrambi, ma deve vedersela con l'astuzia di Jerry e con l'abilità del picchio nel beccare. Alla fine, mentre Tom sta per uccidere Jerry con un'ascia, il picchio abbatte un palo dei cavi della media tensione che, dopo alcuni complicati calcoli, riesce a far sbattere sulla testa di Tom fino a farlo sprofondare sottoterra. Jerry e il picchio festeggiano la loro vittoria, ma in quel momento arriva la madre del piccolo, che lui riconosce in fretta. Quindi, dopo aver dato un bacio a Jerry, il piccolo picchio se ne va con la sua vera madre.

## Curiosità
Nel corto, la rivista letta da Tom contiene il titolo originale del corto Il gatto del sabato sera (Saturday Evening Puss), che Hanna e Barbera scelsero di usare come titolo originale del corto.